# 구족화가
구족화가(口足畫家, Mouth and Foot Painting Artist)는 입과 발로 그림을 그리는 절단 장애인이나 마비 장애인 화가이다. 이런 회화를 구족회화라고 한다. 입으로 그림을 그리는 화가를 구필화가(口筆畫家), 발로 그림을 그리는 화가를  족필화가(足筆畫家)라고 한다.

## 단체
구족화과의 전세계 단체로 세계구족화가협회(Association of Mouth and Foot Painting Artists of the World) 등이 있다.